# Virginia Slims of Washington 1976
Virginia Slims of Washington 1976  — жіночий тенісний турнір, що проходив на закритих кортах з килимовим покриттям GWU Smith Center & Capital Center у Вашингтоні (США) в рамках Світової чемпіонської серії Вірджинії Слімс 1976. Турнір відбувся вп'яте і тривав з 18 січня до 25 січня 1976 року. Перша сіяна Кріс Еверт здобула титул в одиночному розряді й заробила 15 тис. доларів.

## Фінальна частина

### Одиночний розряд
Кріс Еверт —  Вірджинія Вейд 6–2, 6–1

### Парний розряд
Ольга Морозова /  Вірджинія Вейд —  Венді Овертон /  Мона Геррант 7–6, 6–2

## Розподіл призових грошей
| Дисципліна       | П       | F      | 3-тє   | 4-те   | ЧФ     | 1/8    | 1/16 |
| Одиночний розряд | $15,000 | $8,000 | $4,650 | $3,900 | $1,900 | $1,100 | $550 |